# Palais de Charles Quint (Alhambra)
Pour les articles homonymes, voir Palais de Charles Quint.

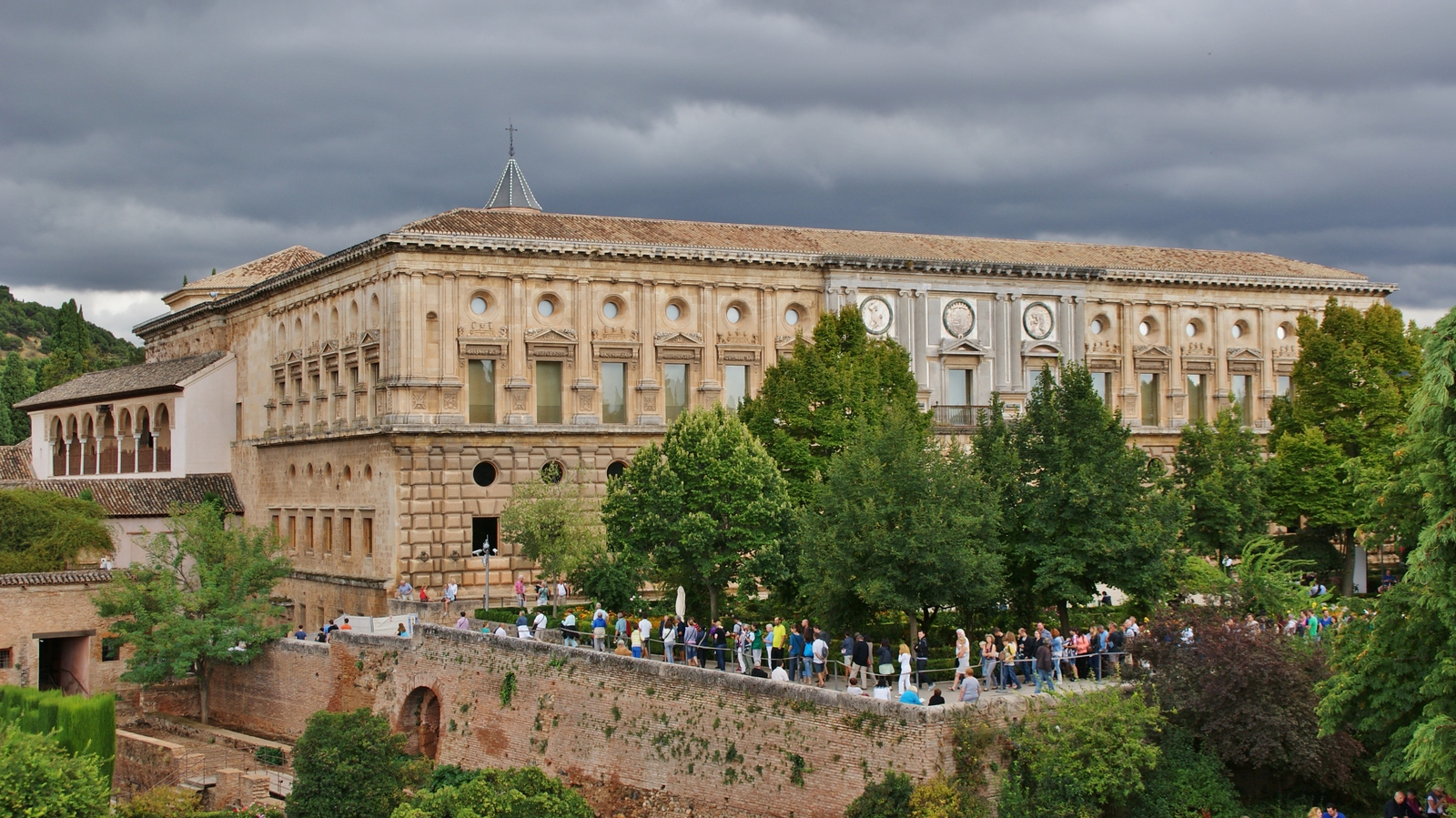
Vue d'ensemble du palais en 2013.

Le palais de Charles Quint est un palais construit au XVIe siècle sur ordre de l'empereur Charles Quint sur la colline de l'Alhambra de la ville de Grenade, dans la région d'Andalousie, en Espagne. C'est un ajout des vainqueurs castillans, postérieur à l'édification des palais mauresques sur la colline de la Sabika.

## Histoire de la construction du palais
Le Palais de Charles Quint de Grenade est un bâtiment de style renaissance situé sur la colline de l'Alhambra. Il s'agit d'une commande de l'Empereur (connu aussi sous le nom de Charles Ier d'Espagne) qui voulait y établir sa résidence grenadine. Les Rois catholiques y avaient déjà réalisé quelques salles, mais l'intention de Charles Quint était d'y avoir une résidence permanente à la mesure de son rang. 
Le projet fut délégué à Pedro Machuca. Dans une Espagne où le style dominant était le plateresque, et qui ne s'était pas encore complètement libérée de l'art gothique, Machuca construisit un palais que l'on peut qualifier de maniériste, un style qui faisait alors son apparition en Italie. 
Le palais est resté inachevé et n'a finalement jamais été habité.

## Structure

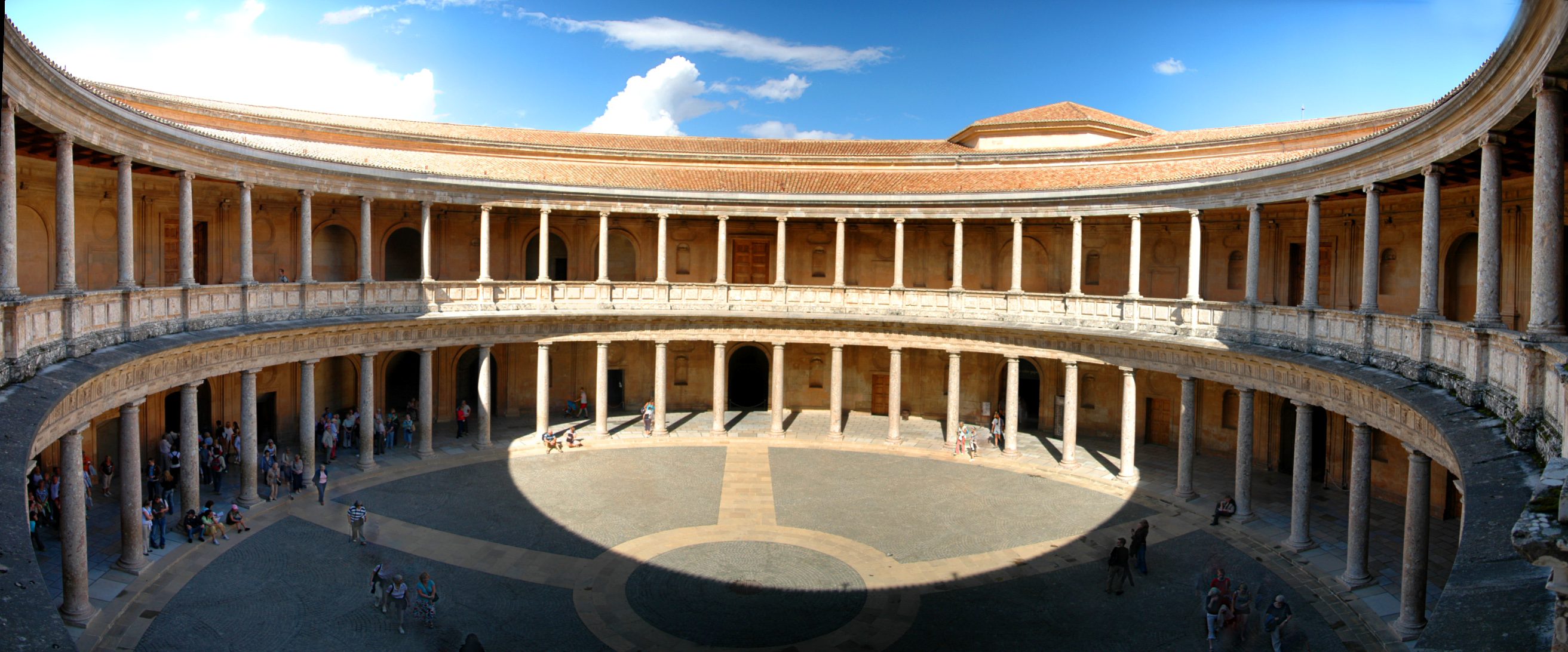
Cour intérieure vue du patio du premier étage, photo prise dans le cadre de l'initiative 1+ Qualitätsoffensive

La base du palais est un carré de 63 mètres de côté entourant une cour circulaire de 30 mètres de diamètre. Cette disposition, le principal signe maniériste du palais, est sans précédent dans l'architecture de la Renaissance, et place le bâtiment à l'avant-garde artistique de son époque. L'édifice compte deux niveaux. Celui du bas d'ordre toscan est constitué de pilastres sur lesquelles reposent des anneaux de bronze décorés. L'étage supérieur est d'ordre ionique et entre chaque pilastre se trouve une baie surmontée d'un fronton. Les deux façades principales arborent un plaquage en pierre provenant de la sierra Elvira. Le patio circulaire lui aussi comporte deux étages. L'étage inférieur est formé d'une colonnade dorique en pierre avec un entablement très classique, formé de triglyphes et de métopes ornés de couronnes et de têtes de bœuf. L'étage supérieur quant à lui est formé d'une colonnade de style ionique plus légère, avec un entablement lisse. La structure générale du patio illustre une très grande connaissance de l'architecture impériale romaine et s'insérerait parfaitement dans le style Renaissance sans la présence de ce patio circulaire qui provoque la surprise une fois que le visiteur traverse les façades principales, et subordonne les espaces intérieurs et les circulations verticales à l'idée génératrice. De telles techniques de composition ont ensuite été développées par Michel-Ange et Palladio sous l'étiquette du maniérisme.
Le bâtiment est situé au cœur de l'Alhambra nazare, à l'extrémité du patio de los Arrayanes, et lors de sa construction, on a dû déplacer un pavillon opposé à la tour de Comares. Ce détail, objet de critique et de polémique, doit être replacé dans le contexte de l'époque. Le palais de Charles Quint ne signifie pas tant la destruction d'une partie de l'Alhambra que la garantie de la survie du reste. En des temps où la pratique courante était la destruction totale des temples et palais des peuples conquis, la sensibilité des rois chrétiens face à la beauté incontestable de l'Alhambra imposa la nécessité de la conserver.
Le palais de Charles Quint est directement adossé aux palais nasrides, à tel point qu'une série de travaux en cours[Quand ?] consiste à désolidariser un escalier monumental qui partage ses dalles avec les parois du palais de Comares.
La fonction symbolique du palais était de signifier la mainmise du pouvoir de l'Empereur sur ces terres conquises lors de la génération des rois catholiques qui l'ont précédé.
Au XIXe siècle sont ajoutés les toits encore visibles au début du XXIe siècle.

## Postérité architecturale
Cette œuvre n'a rien à voir avec les autres œuvres espagnoles de l'époque, la plupart basées sur des conceptions locales. Son influence fut limitée parce qu'incomprise : il fallut attendre longtemps jusqu'à ce que Jean-Baptiste de Tolède et Jean de Herral maîtrisent aussi bien le style classique lors de la réalisation du monastère de l'Escurial.

## Musées
Depuis le début du XXIe siècle, le palais de Charles Quint abrite deux musées : le Musée des beaux-arts de Grenade et le Musée de l'Alhambra. Le Musée des beaux-arts de Grenade montre, dans son exposition permanente, des peintures et des sculptures œuvres d'artistes andalous et datant principalement du XVIe siècle. Parmi les quelques artistes du XVIIe siècle représentés figurent Alonso Cano et Pedro Atanasio Bocanegra. La collection comprend également quelques toiles du XIXe siècle et des œuvres d'artistes contemporains. Des expositions temporaires s'ajoutent régulièrement à l'exposition permanente.
Le Musée de l'Alhambra de Grenade est essentiellement consacré à l'art hispano-andalou du Moyen Âge et de la Renaissance. Il expose notamment des pièces de monnaie, une horloge solaire du Xe siècle, des Corans enluminés allant du XIIe au XIVe siècle, ainsi que des amphores almohades, des bois sculptés, des pièces de mobilier, des marbres, stucs et azulejos allant du IXe au XIVe siècle.

## Inspiration

### En musique
L'intrigue du ballet-héroïque intitulé Zaïde, reine de Grenade, du compositeur baroque français Joseph-Nicolas-Pancrace Royer (vers 1705-1755), se déroule à l'Alhambra. L'Alhambra a directement inspiré des compositions musicales, dont la célèbre étude de trémolo pour guitare Recuerdos de la Alhambra de Francisco Tárrega, ainsi que la pièce pour deux pianos de Claude Debussy composée en 1901 Lindaraja, et le prélude La Puerta del Vino, du deuxième livre de préludes composé entre 1912 et 1913. Isaac Albéniz a écrit une suite pour piano Recuerdos de viaje, qui comprend une pièce intitulée En La Alhambra, tandis que sa suite Iberia contient une pièce intitulée El Albacin. Albéniz a également composé une Suite Alhambra inachevée.
En los Jardines del Generalife, le premier mouvement de Noches en los Jardines de España de Manuel de Falla, et d'autres pièces de compositeurs tels que Ruperto Chapí (Los Gnomos de la Alhambra, 1891), Tomás Bretón, et bien d'autres sont inclus dans un courant auquel les spécialistes font référence sous le nom d'Alhambrismo.
En 1976, le cinéaste Christopher Nupen a filmé The Song of the Guitar at the Alhambra, un programme d'une heure avec le légendaire guitariste espagnol Andrés Segovia.
Le compositeur britannique Peter Seabourne (en) a écrit un cycle de piano étendu Steps Volume 3 : Arabesques (2008-2012) basé sur des expériences partagées de l'Alhambra avec sa tante peintre Ann Seabourne, et un mouvement de son Steps Volume 1 est intitulé El Suspiro del Moro inspiré par la légende de l'expulsion du dernier roi maure de Grenade. En 2000, Julian Anderson a écrit une pièce pour ensemble de chambre contemporain, Alhambra Fantasy.
Dans la musique pop et folk, l'Alhambra est le sujet de la chanson de Ghymes du même nom. Le groupe de rock Grateful Dead a publié une chanson intitulée Terrapin Station sur l'album du même nom en 1977. Elle consistait en une série de petites compositions écrites par Robert Hunter et mises en musique par Jerry Garcia ; une section lyrique de cette suite s'appelait Alhambra. En septembre 2006, la chanteuse et compositrice canadienne Loreena McKennitt s'est produite en direct à l'Alhambra. Les enregistrements vidéo qui en ont résulté ont été diffusés pour la première fois sur PBS et ont ensuite été publiés sous la forme d'un coffret DVD/CD de trois disques intitulé Nights from the Alhambra. Le groupe pop basque Mocedades a interprété une chanson intitulée Juntos En La Alhambra. Alhambra est aussi le titre d'un enregistrement EP du groupe de rock canadien The Tea Party, contenant des versions acoustiques de quelques-unes de leurs chansons. L'Alhambra et l'Albaicín sont mentionnés dans la chanson de Mägo de Oz intitulée El Paseo de los Tristes de l'album intitulé Gaia II. Sur l'album By Dom Kennedy (2015) du rappeur californien Dom Kennedy, on trouve une chanson intitulée Alhambra.

### En mathématiques
Des tessellations comme celle-ci ont inspiré le travail de M.C. Escher. Les tuiles de l'Alhambra sont remarquables en ce qu'elles contiennent presque tous, sinon tous, les dix-sept groupes de papiers peints mathématiquement possibles[231], ce qui constitue un accomplissement unique dans l'architecture mondiale. La visite de M. C. Escher en 1922 et l'étude de l'utilisation mauresque des symétries dans les tuiles de l'Alhambra ont inspiré ses travaux ultérieurs sur la tessellation, qu'il a appelée « divisions régulières du plan ».

### Au cinéma
Le film El Dorado de Marcel L'Herbier (1921) comporte de nombreuses scènes tournées dans et autour du palais de l'Alhambra. C'était la première fois qu'une société de production de longs métrages obtenait l'autorisation de tourner à l'intérieur du palais de l'Alhambra et L'Herbier a donné une place prépondérante à ses jardins, ses fontaines et ses motifs architecturaux géométriques, qui sont devenus certaines des images les plus mémorables du film.
Les films d'animation du réalisateur espagnol Juan Bautista Berasategui tels que Ahmed, El Principe de la Alhambra et El Embrujo del Sur sont basés sur les histoires des Contes de l'Alhambra de Washington Irving.
L'Alhambra remplace Bagdad dans le film d'aventure de 1958 Le 7e voyage de Sinbad. Les scènes d'intérieur du palais, notamment dans la Tour de Comares, la Cour des Myrtes et la Cour des Lions, ont été tournées de nuit pour ne pas déranger les touristes. Le Patio de los Aljibes, adossé à l'Alcazaba - remplaçant la cour de la prison - a été tourné de jour.
L'entretien de Colomb avec la reine Isabelle dans La Conquête du paradis, représentant Grenade après la Reconquête, a été filmé à l'Alhambra. De même que les scènes de palais du Royaume des cieux représentant Jérusalem pendant les croisades. Ces deux films ont été réalisés par Ridley Scott.
Les scènes de la pesée des impôts et du cirage des bottes du roi dans le film intitulé La Folie des Grandeurs de Gérard Oury ont été tournées dans la cour circulaire du palais.
La Cour des Lions a été représentée dans Assassin's Creed (2016) lorsque le sultan Muhammad XII rend la « pomme d'Eden », un puissant artefact au centre de l'intrigue du film, en échange du retour sain et sauf de son fils. La Cour des Lions et l'Albaicin de Grenade figurent tous deux dans le film d'animation Tad Jones : The Hero Returns.
Le théâtre fictif de Broadway, dans lequel Kong est présenté comme la « huitième merveille du monde » dans le film King Kong de 2005, est nommé « L'Alhambra ».